# El año de los espaguetis
El año de los espaguetis. Cuento de Haruki Murakami, incluido en el libro Sauce ciego, mujer dormida y escrito en 1996. El título original de la novela en japonés es "Supageti no toshi ni".

## Trama
Un joven vive el año 1971 sumido en la soledad y el abandono hacia el mundo. Sumerge su soledad en su cocina, elaborando espaguetis de todas las formas imaginables y esta dedicación funciona como un modo de sentirse útil y del mismo modo le da una excusa para aislarse del mundo. En medio de esta vida, se narra un episodio que constata este escapismo. Una conocida le pide el teléfono de un antiguo novio, conocido del protagonista, para reclamarle una antigua deuda. Aún considerando la baja calificación moral de su conocido evita ayudar a la chica, y hasta en ese punto pone a sus espaguetis como excusa, de sus reflexiones posteriores se deduce la incomodidad que sus propias acciones le producen.